# Barnaba (Safonow)
Barnaba, imię świeckie Wasilij Safonow (ur. 21 lutego 1957 w Troickim) – rosyjski biskup prawosławny.

## Życiorys
Urodził się w rodzinie urzędniczej. W latach 1975–1977 odbywał zasadniczą służbę wojskową, zaś po jej zakończeniu przez rok pracował w Nachodce jako rybak. W 1981 ukończył moskiewskie seminarium duchowne, zaś w 1985 uzyskał tytuł kandydata nauk teologicznych w Moskiewskiej Akademii Duchownej. Od 2 listopada 1979 był posłusznikiem w Ławrze Troicko-Siergijewskiej. 28 lutego 1980 złożył wieczyste śluby mnisze przed jej przełożonym, archimandrytą Hieronimem (Zinowiewem). 20 lipca 1980 arcybiskup Włodzimierz (Sabodan) wyświęcił go na hierodiakona, zaś 14 marca 1982 na hieromnicha. 4 kwietnia 1987 otrzymał godność ihumena. W latach 1988–1991 przebywał kolejno w Pustelni Optyńskiej oraz w Monasterze Daniłowskim. Od 10 stycznia 1990 był ekonomem tej ostatniej wspólnoty z godnością archimandryty. 1 kwietnia 1991 został wyznaczony na przełożonego Monasteru Sanaksarskiego jako jego pierwszy zwierzchnik po reaktywacji klasztoru, nieczynnego w okresie ZSRR.
6 października 2010 Święty Synod Rosyjskiego Kościoła Prawosławnego wyznaczył go na biskupa pawłodarskiego i ust-kamienogorskiego. Uroczysta chirotonia odbyła się 14 listopada tego samego roku w soborze Chrystusa Zbawiciela w Moskwie z udziałem patriarchy moskiewskiego i całej Rusi Cyryla, metropolitów krutickiego i kołomieńskiego Juwenaliusza (Pojarkowa), sarańskiego i mordowskiego Warsonofiusza (Sudakowa), astańskiego i kazachstańskiego Aleksandra (Mogilowa), arcybiskupów symbirskiego i mielekeskiego Prokla (Chazowa), siergijewsko-posadskiego Teognosta (Guzikowa), biskupów tyraspolskiego i dubosarskiego Sawy (Wołkowa), sołniecznogorskiego Sergiusza (Czaszyna), ruzajewskiego Klemensa (Rodajkina), narewskiego Łazarza (Gurkina) oraz biskupa Atanazego (Jevticia) z Serbskiego Kościoła Prawosławnego.